# سولاک‌چائیر (هاناک)
سولاک‌چائیر (به ترکی استانبولی: Sulakçayır) یک منطقهٔ مسکونی در ترکیه است که در هاناک واقع شده‌است.